# Microserica splendidula
Microserica splendidula är en skalbaggsart som beskrevs av Fabricius 1801. Microserica splendidula ingår i släktet Microserica och familjen Melolonthidae. Inga underarter finns listade i Catalogue of Life.